# ムチリン
ムチリン（Mutilin）は、ムチリン系抗生物質の骨格である。三環性ジテルペノイド群に属する。細菌リボソームの50Sサブユニットのペプチド転移酵素部分に特異的に結合することによってタンパク質合成を阻害する。